# Der Rostocker Koggenzieher
Der Rostocker Koggenzieher ist ein deutscher Kabarettpreis, der im Rahmen eines Wettbewerbs seit 2005 jährlich in Rostock verliehen wird.

## Wettbewerb
Der Wettbewerb um die Erlangung des Koggenziehers, der einzigen Auszeichnung für Kabarettisten im Nordosten Deutschlands, wird in der Bühne 602, einer Spielstätte mit circa 120 Plätzen im Rostocker Stadthafen abgehalten. Als Veranstalter haben sich die lokale Tageszeitung Ostsee-Zeitung (OZ), das Theaterensemble Compagnie de Comédie, die Kabarettbühnen ROhrSTOCK, Kabarett Dietrich & Raab und das Quartett d'amour zusammengeschlossen. Das Amt für Kultur- und Denkmalpflege Rostock unterstützt die Veranstalter. Bewerben dürfen sich alle Vertreter politisch-satirischer Kabarett- und Comedyformen aus dem In- und Ausland. Eine Fachjury und das Publikum küren die Gewinner. An drei Vorrundenabenden (jeweils Donnerstag bis Samstag) werden die Finalisten ausgewählt, die am Sonntag als letzten Tag des Wettbewerbs um den Goldenen Koggenzieher ringen. Der Gewinner tritt mit seinem vollständigen Programm sodann nochmals am Montag allein auf. Die Auszeichnung ist jeweils mit einem Preisgeld versehen: in Gold mit dreimal 602 Euro, in Silber mit zweimal 602 Euro und Bronze mit einmal 602 Euro. Der Publikumspreis ist mit einhalb Mal 602 Euro dotiert.

## Preisträger
- 2005: Gold: Christian Ehring, Silber: Sybille & der kleine Wahnsinnige, Bronze: Fabian Lau
- 2006: Gold: Christoph Sieber, Silber: Zärtlichkeiten mit Freunden, Bronze: Mannheimer KultUrknall
- 2007: Gold: Marc-Uwe Kling, Silber: Ensemble Weltkritik, Bronze: Ludger K.
- 2008: Gold: Lothar Bölck, Silber: Ass-Dur, Bronze: Die Qualkommission
- 2009: Gold + Publikumspreis: Axel Pätz, Silber: Schwarz auf Weiss, Bronze: Nepo Fitz
- 2010: Gold + Publikumspreis: Nils Heinrich, Silber: Sven Kemmler, Bronze: The Fuck Hornisschen Orchester
- 2011: Gold: Fil, Silber: Team & Struppi (Moritz Neumeier und Jasper Diedrichsen), Bronze + Publikumspreis: Timo Wopp
- 2012: Gold + Publikumspreis: Vocal Recall, Silber: Sebastian Nitsch, Bronze: Matthias Reuter
- 2013: Gold: Till Reiners, Silber: Anton Grübener, Bronze + Publikumspreis: René Steinberg
- 2014: Gold + Publikumspreis: René Sydow, Silber: Horst-Schultze Entrum, Bronze: Benjamin Tomkins[1]
- 2015: Gold + Publikumspreis: Peter Fischer, Silber: Christin Henkel, Bronze: Khalid Bounouar[2]
- 2016: Gold + Publikumspreis: Michael Feindler, Silber: Fee Badenius, Bronze: Torsten Schlosser[3]
- 2017: Gold: Nektarios Vlachopoulos, Silber: Podewitz, Bronze + Publikumspreis: Ball & Jabara
- 2018: Gold: Erik Lehmann, Silber + Publikumspreis: Martin Herrmann, Bronze: Jakob Heymann
- 2019: Gold: Hani Who, Silber: Nikita Miller, Bronze + Publikumspreis: Florian Wagner
- 2020: Gold: Jean-Philippe Kindler, Silber: Johannes Floehr, Bronze + Publikumspreis: Valter Rado & Tim Schaller
- 2021: Gold: Rainer Holl, Silber + Publikumspreis: Nils Heinrich, Bronze: Liese-Lotte Lübke
- 2022: Gold + Publikumspreis: Tim Whelan, Silber: Annika Blanke, Bronze: Justus Krux
- 2023: Gold + Publikumspreis: Schwarze Grütze, Silber: David Stockenreitner, Bronze: Hinnerk Köhn
- 2025: Gold: Matthias Ningel, Silber + Publikumspreis: Martin Herrmann, Bronze: Thilo Seibel